# Messassea
Messassea (ou Messasea) est une localité du Cameroun située dans la région de l'Est et le département du Haut-Nyong. Elle fait partie de l'arrondissement (commune) de Lomié.

## Population
Lors du recensement de 2005, la localité comptait 194 habitants.